# ۱۸۹۶
سال ۱۸۹۶ (هزار و هشتصد و نود و شش) میلادی، هفتمین سال از دهه ۱۸۹۰ در سده ۱۹ میلادی بود

## رویدادها
- ویلهلم رونتگن اولین تصویر رادیوگراف اشعه ایکس را از بدن انسان ایجاد کرد.
- ۶ آوریل مراسم افتتاح اولین بازی‌های المپیک مدرن تابستانی که در آتن برگزار شد.
- ۲۷ آگوست نیروی دریایی بریتانیا با پادشاهی زنگبار وارد جنگ شد این جنگ ۳۸ دقیقه‌ای به عنوان کوتاه‌ترین جنگ در تاریخ ثبت شده است .

## زادروزها
- ۲۳ نوامبر – کلمنت گوتوالد رئیس‌جمهور چکسلواکی بود.
- ۷ ژوئن – ایمره ناگی نخست‌وزیر مجارستان
- ۱۹ فوریه – آندره برتون شاعر و نویسنده فرانسوی
- ۲۹ دسامبر – داوید آلفارو سی‌که‌ایروس نقاش مکزیکی
- ۳۰ مه – هاوارد هاکس کارگردان شهیر آمریکایی.
- ۲۹ فوریه – مورارجی دسای، سیاست‌مدار هندی (د. ۱۹۹۵)
- ۲۹ مارس – ویلهلم آکرمان، ریاضی‌دان آلمانی (د. ۱۹۶۲)
- ۱۵ آوریل – نیکولای سمیونوف، فیزیک‌دان و شیمی‌دان روسی (د. ۱۹۸۶)
- ۱۵ ژوئیه – آلفرد آلبینی، معمار اهل اتریش-مجارستان (د. ۱۹۷۸)
- ۱۶ ژوئیه – تریگوه لی، سیاست‌مدار و دیپلمات نروژی (د. ۱۹۶۸)
- ۱۸ اوت – جک پیکفورد، بازیگر کانادایی (د. ۱۹۳۳)
- ۹ سپتامبر – مارسل اوئو، دوچرخه‌سوار اهل فرانسه (د. ۱۹۵۴)
- ۲۴ سپتامبر – اف. اسکات فیتزجرالد، اف.اسکات فیتز جرالد (د. ۱۹۴۰)
- ۱۲ اکتبر – یوجنیو مونتاله، شاعر و نویسنده ایتالیایی (د. ۱۹۸۱)
- ۳۱ اکتبر – اتل واترز، بازیگر، موسیقی‌دان، و خواننده آمریکایی (د. ۱۹۷۷)
- ۱۳ نوامبر – نوبوسوکه کیشی، سیاست‌مدار و دیپلمات ژاپنی (د. ۱۹۸۷)
- ۲۳ دسامبر – جوزپه تومازی دی لامپه دوزا، نویسنده ایتالیایی (د. ۱۹۵۷)
- ۲۷ دسامبر – لوئیس برومفیلد، نویسنده آمریکایی (د. ۱۹۵۶)

## درگذشت‌ها
- ۸ ژانویه – پل ورلن، شاعر و نویسنده فرانسوی (ز. ۱۸۴۴)
- ۱۵ ژانویه – متیو بریدی، عکاس آمریکایی (ز. ۱۸۲۲)
- ۱ مه – ناصرالدین‌شاه قاجار، شاه ایرانی (ز. ۱۸۳۱)
- ۱ ژوئیه – هریت بیچر استو، نویسنده آمریکایی (ز. ۱۸۱۱)
- ۱۸ سپتامبر – ایپولیت فیزو، فیزیک‌دان و ستاره‌شناس فرانسوی (ز. ۱۸۱۹)
- ۱۰ دسامبر – آلفرد نوبل، شیمی‌دان و مهندس سوئدی (ز. ۱۸۳۳)